# Boreda
Boreda est un woreda du sud de l'Éthiopie situé dans la zone Gamo. 
Ce district reprend la partie nord-ouest de l'ancien woreda Boreda Abaya. Il  a 67 960 habitants en 2007 et fait partie de la région des nations, nationalités et peuples du Sud jusqu'au transfert de la zone dans la région Éthiopie du Sud en août 2023.
Situé dans le nord de l'actuelle zone Gamo, le district est limitrophe de la zone Wolayita.
Son centre administratif se trouve 70 km au nord d'Arba Minch et porte le nom de Zafine, également orthographié Zefgne, Zefine ou encore Zefne.
| Ofa   | Humbo   |             |
| Kucha | Boreda  | Merab Abaya |
|       | Chencha |             |

Le recensement national de 2007 fait état de 67 960 habitants dans le district dont 4 % de citadins qui sont les 2 761 habitants du centre administratif.
Environ 63 % des habitants du district sont protestants, 34 % sont orthodoxes et 1 % sont musulmans.
En 2022, la population du district est estimée à 92 222 personnes avec une densité de population de 199 personnes par km2 et 464 km2 de superficie.